# رادلفشورن
رادلفشورن (به لاتین: Radlefshorn) یک کوه در سوئیس است که در کانتون برن واقع شده‌است. رادلفشورن ۲٬۶۰۳ متر بالاتر از سطح دریا واقع شده‌است.